# Vauxhall, London
För biltillverkaren med ursprung i Londonstadsdelen Vauxhall, se Vauxhall Motors, för nöjestället se Vauxhall Gardens.
Vauxhall är en stadsdel (district) i södra London i London Borough of Lambeth. I detta område ligger den stora järnvägsstationen med samma namn samt tunnelbanestationen på Victoria Line. I området kring station ligger flera av Londons alternativa gayställen, bland annat i Royal Vauxhall Tavern. Vidare finns Secret Intelligence Service:s högkvarter samt en stor kollektivtrafikknutpunkt för bussar.

## Järnvägsstation
I Ryssland är Vauxhall känt i betydelsen (större) ”järnvägsstation”, vokzal. Med kyrilliska bokstäver skrivs det då B O K 3 A Л. Enligt en ofta berättad historia är bakgrunden att när Ryssland under tsarens tid skickade administratörer och tekniker till Storbritannien i slutet av 1800-talet besökte man London och stadsdelen Vauxhall för att studera det nya järnvägssystemet. På stationsbyggnaden fanns då en stor skylt med stationens namn, VAUXHALL. Ryssarna missförstod och trodde att det var beteckning för byggnadens funktion, JÄRNVÄGSSTATION. Därför användes ordet i transkriberad form på många stationsbyggnader i Ryssland.
En troligare förklaring är att när den första ryska järnvägslinjen byggdes på 1830-talet med en slutstation nära Pavlovskpalatset utanför Sankt Petersburg fanns där redan en nöjesträdgård som utökades med en paviljong i anslutning till järnvägsstationen. Hela anläggningen fick namnet Vauxhall som på denna tid var vanligt för en nöjespark efter den engelska förebilden.

## Förlustelseställe
Från mitten av 1600-talet till mitten av 1800-talet fanns där en berömd förlustelsepark på vars område Royal Vauxhall Tavern uppfördes på 1860-talet. Vauxhall blev senare både i engelskan och bland annat svenskan benämning på folklig dans- och konsertlokal, och liknande nöjesetablissemang med det namnet anlades i flera andra större städer. Namnet Vauxhall sattes till exempel över porten till Köpenhamns Tivoli vid dess öppnande 1843. En bekant Vauxhall fanns på 1790-talet i Kungsträdgården och i mitten av 1800-talet på Djurgården (nuvarande Novilla) i Stockholm.  I Göteborg öppnades en lokal med namnet Vauxhall under senare delen av 1700-talet.

## Bilmärke
På området låg även Alexander Wilson & Co. som grundades 1857 av den skotske ingenjören Alexander Wilson. Företaget tillverkade bland annat pumpar och stora ångdrivna maskiner. Företaget ändrade sedan tillverkning och började tillverka bensinmotorer för marint bruk. 1897 bytte man namn till The Vauxhall Ironworks och tillverkade sin första personbil 1903. Verksamheten flyttades 1905 till Luton och 1907 ändrades namnet till Vauxhall Motors Ltd.

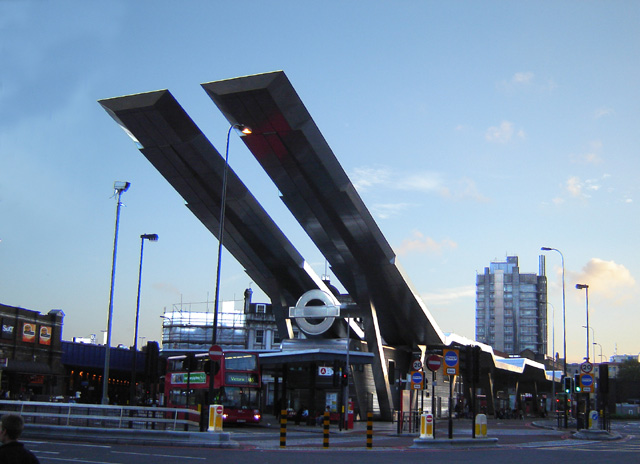
Vauxhall Cross, en knutpunkt för kollektivtrafiken
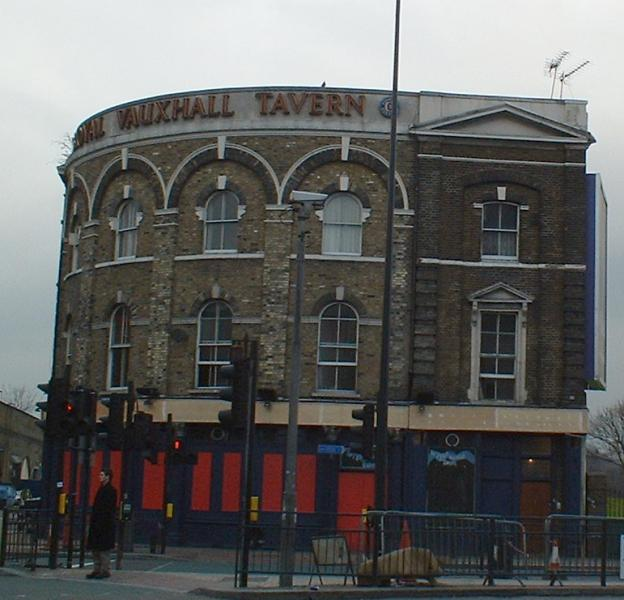
Royal Vauxhall Tavern
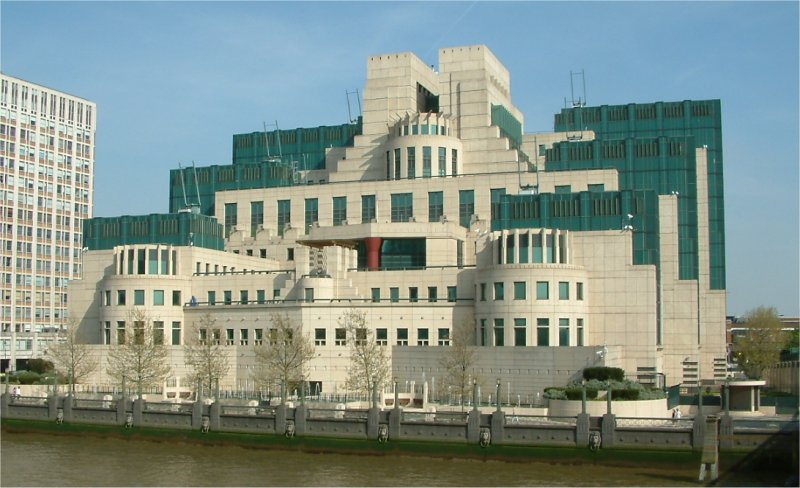
Secret Intelligence Service